# 久保田浩
久保田 浩（くぼた ひろし、1965年9月15日 - ）は、日本の俳優、脚本家、演出家。劇団遊気舎代表。兵庫県神戸市出身。大阪商業大学卒業。

## 略歴
映画好きが高じ、演出技法の参考にと通い始めた遊気舎演劇講座で役者の魅力に開眼。1987年の第2回公演『新宿八犬伝』で本公演デビュー。新生遊気舎の創設メンバーとして、以降の劇団公演に参加。
'96年、二代目座長、後藤ひろひとの退団を機に、三代目座長に就任。作、演出も担当。
- 劇団公演の他、ファントマ (劇団)、演劇集団キャラメルボックス、G2 (演出家)プロデュース、ザ・プラン9公演等、客演多数。